# 데이비드 니비슨

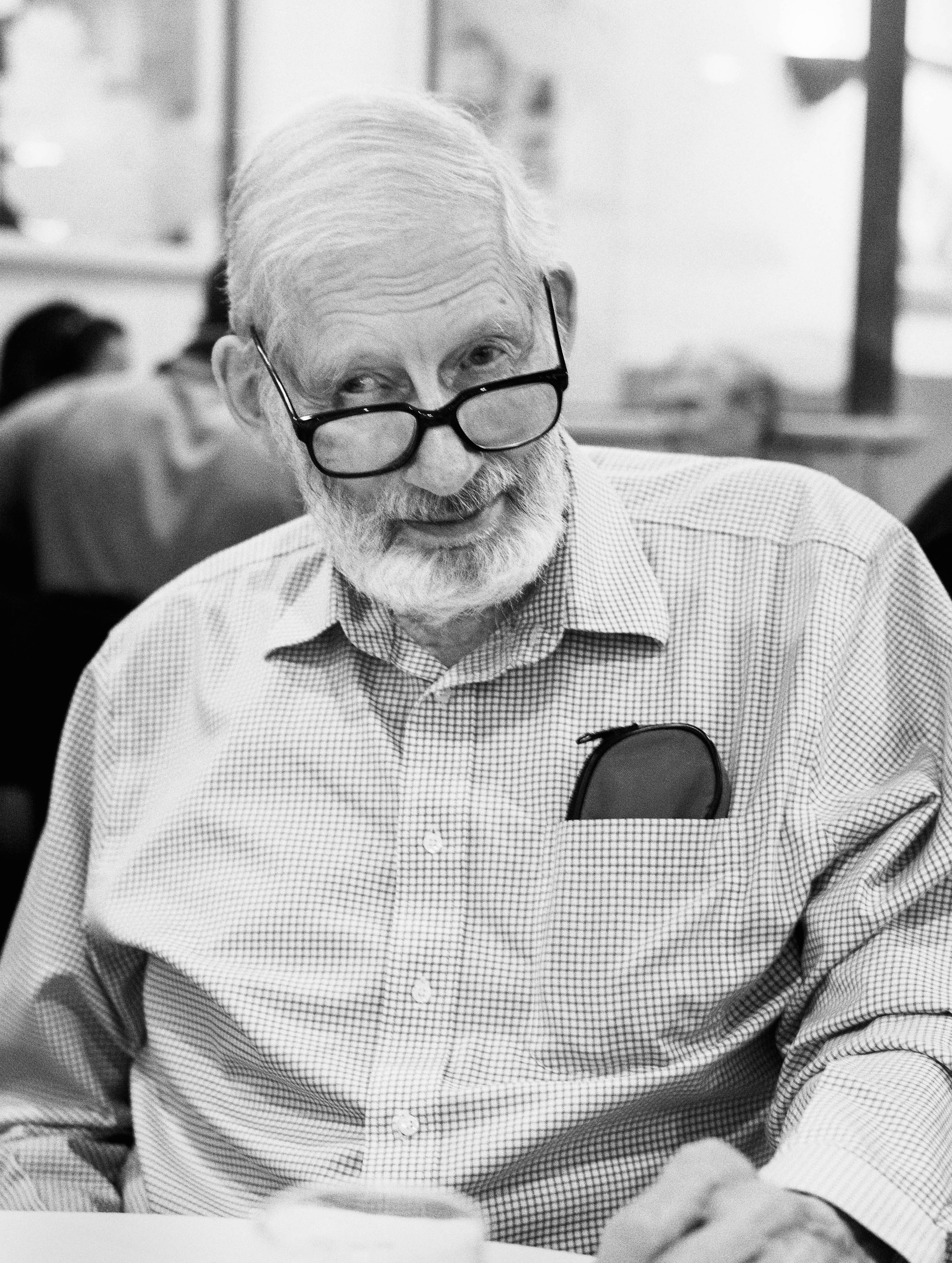
데이비드 니비슨

데이비드 셰퍼드 니비슨(David Shepherd Nivison, 중국식 이름 倪德衛, 1923년 1월 17일 ~ 2014년 10월 16일)은 미국의 중국학자이자 철학가였다. 그는 기존에 기원전 1122년이라고 알려진 주나라의 건국을 천문 고고학을 통하여 기원전 1046년이라고 제대로 파악한 것으로 알려져있다.

## 생애 및 경력
미국 메인주에서 1923년 1월 17일에 태어났다. 그의 친척 에드윈 알링턴 로빈슨은 유명한 19세기의 미국 시인이자 퓰리처상 수상자였다. 니비슨은 1940년 하버드 대학교에 입학했으나 당대의 많은 사람들이 그랬듯이 제2차 세계 대전 도중 학업을 제대로 하지 못했다. 니비슨은 일본어 통역병으로 미군에서 근무했는데 그가 근무했던 부대는 에드윈 라이샤워에 의해 조직된 부대였다. 전후 하버드 대학교로 돌아와서 1946년 학부를 졸업한 후 대학원에 진학하여 장학성에 대한 논문으로 1953년에 박사 학위를 취득했다. 1948년부터 1988년까지 스탠포드 대학교에서 교수로 일했고 그 후 명예교수가 되었다.